# Дом сигнатариев
Дом сигнатариев (лит. Signatarų namai) — историко-архитектурный памятник, в котором 16 февраля 1918 года был подписан Акт о восстановлении независимости Литовского государства, и одновременно — филиал Национального музея Литвы.Расположен в Вильнюсе, на улице Пилес, 26 (Pilies g. 26). Здание является объектом культурного наследия государственного значения, имеющим археологическую, мемориальную, историческую, художественную, архитектурную ценность, и охраняется государством; код в Регистре культурных ценностей Литовской Республики 1046.
Музей открыт все дни недели (кроме воскресенья и понедельника) с 10-00 до 17-00. Цена билета 0,6 евро (для музейных работников, членов творческих союзов, детей дошкольного возраста и других категорий посещение бесплатное); экскурсии на литовском, русском, английском языках (услуги экскурсовода на иностранном языке для группы до 15 человек стоят 6 евро).

## История
Здание в этом месте упоминается в документах, начиная с 1645 года, принадлежало сменяющимся владельцам и неоднократно ремонтировалось. После пожаров 1748 и 1749 годов дом был восстановлен с надстройкой третьего этажа. До 1789 года здание принадлежало церкви, позднее светским владельцам. Здесь располагались мастерская златокузнеца, магазин с широким выбором товаров, трактир.
Во второй половине XIX века здание приобрели Карл и Юзефа Штраль. В конце XIX века здание после реконструкции по проекту архитектора Алексея Полозова приобрело неоренессансные формы, изменился его план. Главный фасад, выходящий на улицу Пилес, украшают расположенные в нишах второго этажа скульптуры, символизирующие земледелие и рыболовство; над ними на третьем этаже в овальных нишах — бюсты мужчин. Помимо реконструкции, проведённой в 1893—1895 годах Алексеем Полозовым, здание претерпело реконструкцию в 1897—1898 и 1907 годах по проекту архитектора Аполлинария Микульского.
После смерти отца дом унаследовал купец третьей гильдии Казимир Штраль. Его дочери владели домом до национализации в 1940 году. 

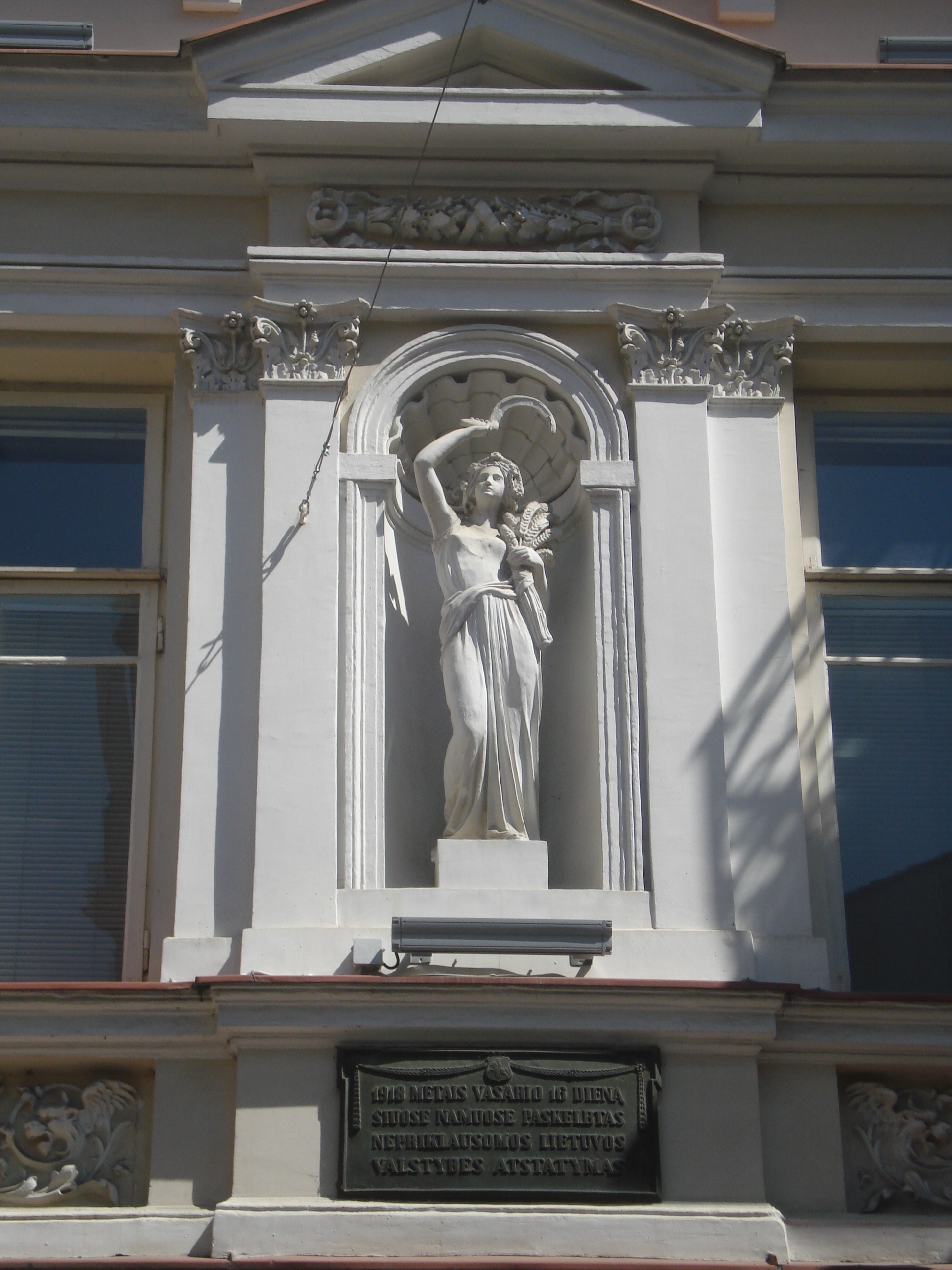
Деталь фасада и мемориальная таблица в память Акта 16 февраля 1918 года

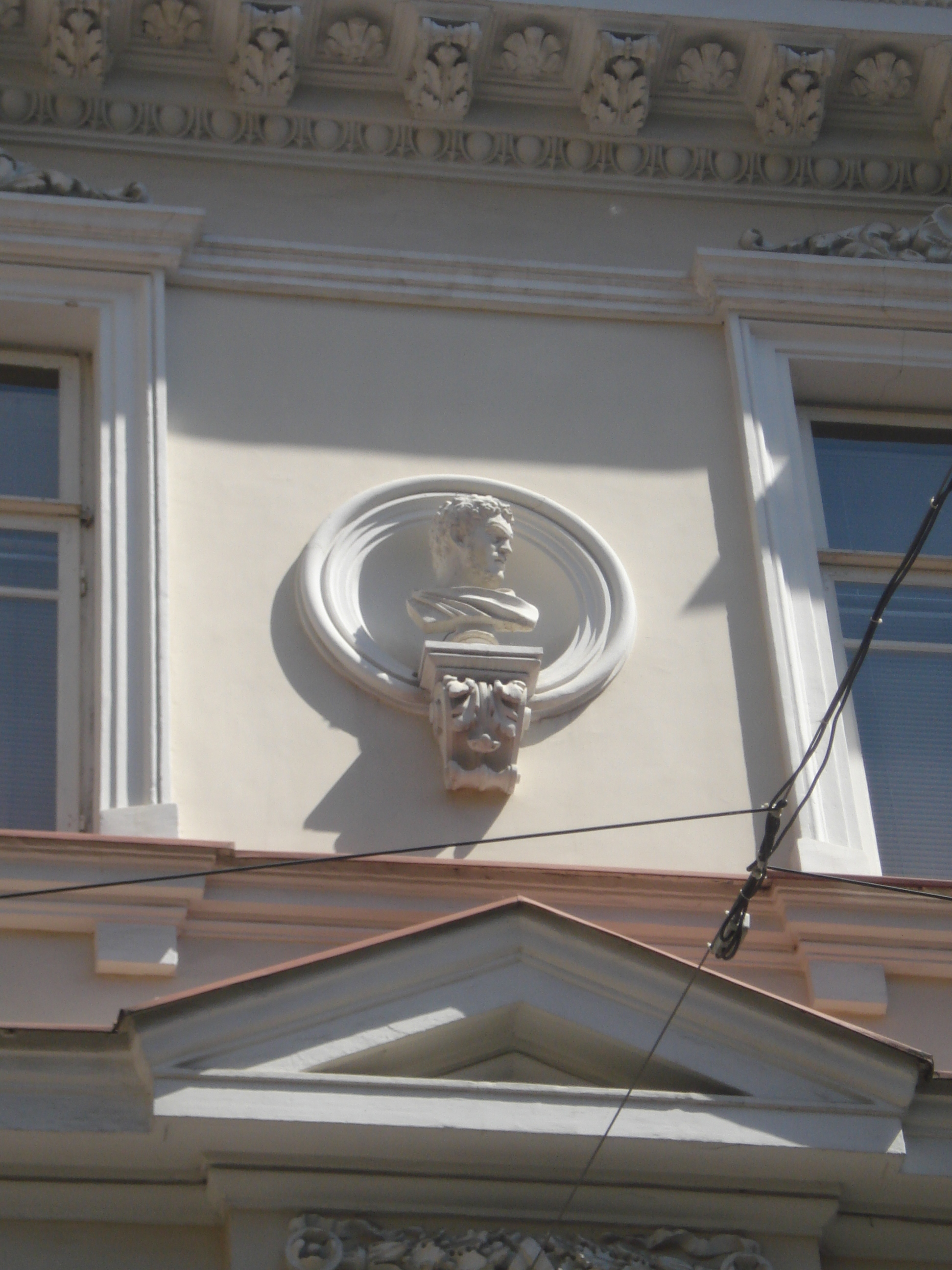
Деталь фасада

В здании на первом этаже действовала популярная кофейня Штраля («Белый Штраль», чтобы отличить от работавшей с 1912 года на углу нынешнего проспекта Гедимино и улицы Тоторю кофейни «Красный Штраль» и «Зелёного Штраля», открытого после Первой мировой войны на проспекте Мицкевича, нынешнем проспекте Гедимино, рядом с гостиницей «Жорж») и сдавались квартиры на других этажах. Одну из квартир на третьем этаже в сентябре 1914 года арендовало Литовское общество по оказанию помощи пострадавшим от войны для Центрального комитета общества. В этом помещении 16 февраля 1918 года собралась Тариба (члены которой одновременно входили и в ЦК упомянутого общества по оказанию помощи пострадавшим от войны) и приняла Акт о независимости Литвы. После того, как Вильно оказалось в составе Польши, здесь обосновалось Литовское благотворительное общество, в своей деятельности продолжившее работу Литовского общества по оказанию помощи пострадавшим от войны. В 1928 году в той же квартире поселился педагог и общественно-культурный деятель Повилас Каразия. В 1931 году в квартиру вселился Антанас Крутулис, много сделавший для культуры Виленского края учитель гимназии Витаутаса Великого. Некоторое время здесь жил студент виленского Университета Стефана Батория Винцас Жиленас, главный редактор газеты „Vilniaus žodis“ (1935—1939), который стал после Второй мировой войны историком культуры и музееведом. После войны в комнате, где был подписан Акт о независимости Литвы, была устроена однокомнатная квартира.
В 1992 году Вильнюсский городской Совет первого созыва принял постановление об учреждении Дома сигнатариев Акта о независимости Литвы. В 1998 году здание было передано Вильнюсским самоуправлением Министерству культуры. С 2003 года Дом сигнатариев — филиал Национального музея Литвы с экспозицией, посвященной сигнатариям Акта независимости Литвы и истории национального движения, восстановления независимости и его укрепления.

## Экспозиция
В холле Дома сигнатариев экспонируется картина художника Пятраса Калпокаса «Сигнатарии», написанная для Всемирной выставки 1939 года в Нью-Йорке. Из-за Второй мировой войны картина, как и другие экспонировавшиеся на Всемирной выставке произведения, не могли вернуться в Литву. Картина Калпокаса вернулась в Литву спустя почти семь десятилетий. В зале Дома сигнатариев проводятся мероприятия, связанные с историей государственности Литвы.
В тринадцати комнатах развернута экспозиция, представляющая литовское национальное движение конца XIX — начала XX веков (комната I), карты начала XX века, очерчивающие территорию Литвы (комната III), достижения литовской дипломатии в признании независимого Литовского государства (комната IV), деятельность литовской эмиграции, в начале XX века пропагандировавшей идею независимости Литвы за рубежом (комната X), деятельность Литовского общества по оказанию помощи пострадавшим от войны, которое в условиях германской оккупации стало играть роль центра политической жизни (комната XI), значение Вильнюсской конференции 18—22 сентября 1917 года, на которой было сформулировано стремление к независимости Литвы и избрана Тариба (комната XII).
В комнате, в которой был подписан Акт о независимости Литвы (комната XIII), экспонируются фотографии членов Тарибы, опубликованный в газете «Летувос айдас» („Lietuvos aidas“) Акт о независимости, единственная сохранившаяся фотография, запечатлевшая вид комнаты того времени.
В нескольких комнатах устроены мемориальные экспозиции, посвящённые выдающимся деятелям литовского национального движения — Йонасу Басанавичюсу (комната II), Миколасу Биржишке (комната V), Йонасу Вайлокайтису и прелату Казимерасу Стяпонасу Шаулису (комната VII).
В портретной галерее (комната VIII) экспонируются портреты членов Литовской Тарибы, написанные художником Римгаудасом Жебенкой и подаренные Клубом сигнатариев Акта о восстановлении независимости Литвы 11 марта 1990 года.